# تيد دوميترو
تيد دوميترو (بالرومانية: Ted Dumitru)‏ هو لاعب كرة قدم ومدرب كرة قدم روماني في مركز الهجوم، ولد في 2 سبتمبر 1939 في بوخارست في رومانيا، وتوفي في 26 مايو 2016 في جوهانسبرغ في جنوب أفريقيا بسبب نوبة قلبية. لعب مع ستيودينتيسك بوخارست.